# Étrelles-et-la-Montbleuse
Étrelles-et-la-Montbleuse är en kommun i departementet Haute-Saône i regionen Bourgogne-Franche-Comté i östra Frankrike. Kommunen ligger i kantonen Gy som tillhör arrondissementet Vesoul. År 2022 hade Étrelles-et-la-Montbleuse 100 invånare.

## Befolkningsutveckling
Antalet invånare i kommunen Étrelles-et-la-Montbleuse
| Referens: INSEE |